# Belweder (papierosy)

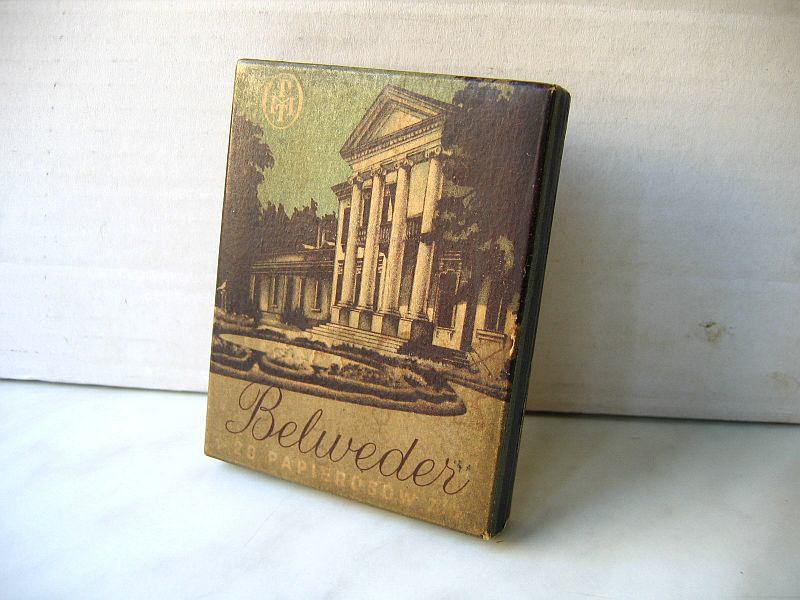
Belweder – widok paczki

Belweder – marka polskich papierosów wytwarzanych w zakładach Polskiego Monopolu Tytoniowego od początku PRL-u. Papierosy pakowane po 20 sztuk, sprzedawane były w tekturowych pudełkach, których obwolutę zaprojektował Jerzy Perkowski. 